# Manticora tuberculata
Manticora tuberculata là một loài bọ cánh cứng thuộc họ Carabidae đặc hữu của Angola (Kajambo), Namibia, Nam Phi (miền tây Cape Colony).